# Монтенегру (Риу-Гранди-ду-Сул)
Монтенегру (порт. Montenegro)  —  муниципалитет в Бразилии, входит в штат Риу-Гранди-ду-Сул. Составная часть мезорегиона Агломерация Порту-Алегри. Входит в экономико-статистический  микрорегион Монтенегру. Население составляет 60 551 человек на 2006 год. Занимает площадь 420,017 км². Плотность населения — 144,2 чел./км².
Праздник города — 5 мая.

## История
Город основан 5 мая 1873 года.

## Статистика
- Валовой внутренний продукт на 2003 составляет 1.024.805.131,00 реалов (данные: Бразильский институт географии и статистики).
- Валовой внутренний продукт на душу населения на 2003 составляет 17.773,24 реалов (данные: Бразильский институт географии и статистики).
- Индекс развития человеческого потенциала на 2000 составляет 0,833 (данные: Программа развития ООН).

## Галерея

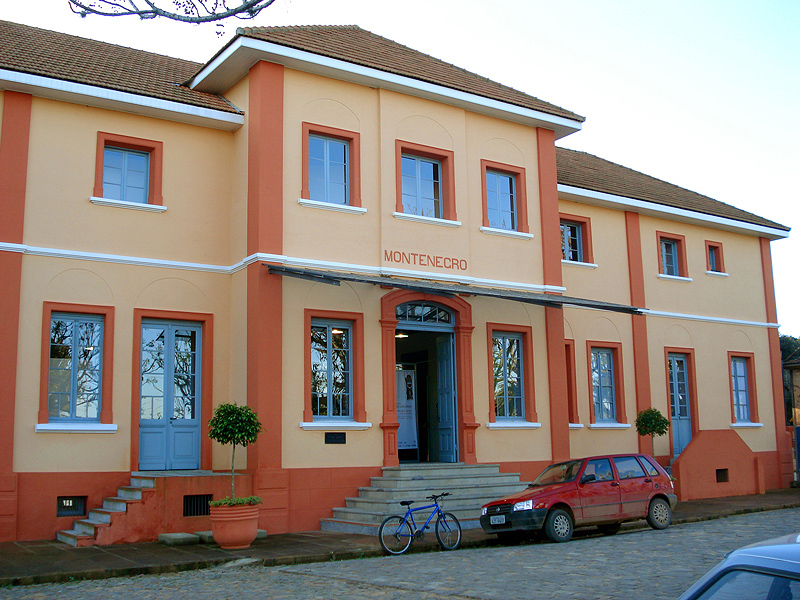
Вокзал
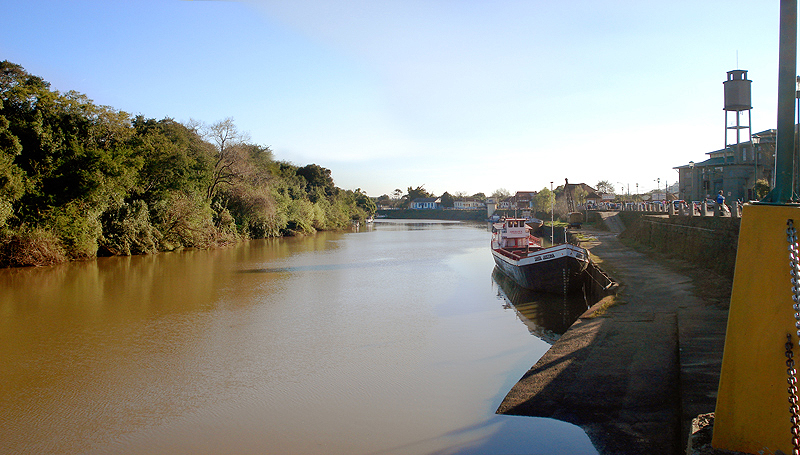
Набережная
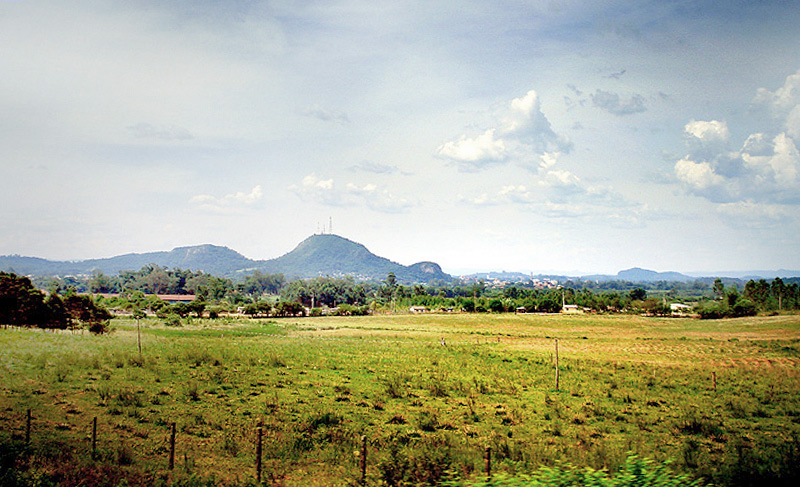
Холмы под названием «Каменный гигант»